# 蚂蝗堡站
蚂蝗堡站是位于云南省河口瑶族自治县蚂蝗堡村的一个铁路车站，有昆河铁路经过，邮政编码661306。车站建于1922年，1978年至1991年间中越关系紧张之时曾作为昆河铁路客运终点站，乘客通过汽车接驳至河口:257。现车站已废弃，不办理客货运业务。蚂蝗堡站距离昆明北站454公里，隶属昆明铁路局，是四等站。